# 共立自動車学校・日野
共立自動車学校・日野（きょうりつじどうしゃがっこう・ひの）は、長崎県佐世保市椎木町にある長崎県公安委員会指定の自動車教習所。佐世保市瀬戸越にある共立自動車学校・大野、佐世保市鹿町町深江潟にある共立自動車学校・江迎や届出自動車教習所の壱岐市にある壱岐市自動車教習所や対馬市にある対馬市厳原自動車教習所とは姉妹関係にある。

## 沿革
- 1972年（昭和37年）5月18日 - 開校。

## 取得免許
- 普通自動車免許
- 中型自動車免許
- 大型特殊自動車免許
- けん引免許
- 大型自動二輪車免許
- 普通自動二輪車免許

## その他
- 共立自動車学校・大野、共立自動車学校・江迎と共同でテーマパーク巡りやサンセットクルージングといったイベントを行っている。